# Walentin Stepanowitsch Warlamow
Walentin Stepanowitsch Warlamow (russisch Валентин Степанович Варламов; * 15. August 1934 in Suchaja Terejoschka, Oblast Pensa, Sowjetunion; † 2. Oktober 1980 in Moskau, Sowjetunion) war ein sowjetischer Kosmonautenanwärter. Er gehörte zur ersten Kosmonautengruppe der Sowjetunion, schied aber aus medizinischen Gründen vorzeitig aus, ohne an einem Raumflug teilgenommen zu haben.

## Leben

### Luftstreitkräfte
1952 schloss Warlamow die Schule in Sol-Ilezk ab. Anschließend trat er in die Sowjetischen Luftstreitkräfte ein und wurde als Kampfpilot ausgebildet. Diese Ausbildung schloss er 1955 in Stalingrad ab.

### Auswahl und Ausbildung zum Kosmonauten
Als die Sowjetunion ab August 1959 Militärpiloten suchte, um sie zu Raumfahrern auszubilden, kam Warlamow in die engere Wahl und stieß am 28. April 1960 zur Ersten Kosmonautengruppe der Sowjetunion.
Da diese Gruppe zu groß war, um alle gleichzeitig ausbilden zu können, wurden sechs Kandidaten ausgewählt, die für die ersten Flüge des Wostok-Raumschiffs vorgesehen waren. Zu dieser Elitegruppe gehörte neben Juri Gagarin auch Warlamow.
Am Sonntag, dem 24. Juli 1960 fuhr Warlamow zu einem Badeausflug an die nahegelegenen Bärenseen. Dabei sprang er in zu flaches Wasser und brach sich einen Halswirbel. Er musste über einen Monat im Krankenhaus verbringen, sein Platz unter den Sechs ging an Bykowski.
Warlamow, inzwischen zum Hauptmann befördert, kehrte zwar wieder zur Ausbildung zurück, wurde aber am 6. März 1961 aus medizinischen Gründen endgültig aus dem Kosmonautenkorps ausgeschlossen.

### Weitere Karriere
Im Gegensatz zu seinem Kameraden Kartaschow, der im April 1960 ebenfalls aus medizinischen Gründen die Kosmonautenausbildung abbrechen musste, blieb Warlamow im Trainingszentrum und wurde Ausbilder für Kosmonauten. Er wurde 1964 zum Major und 1968 zum Oberstleutnant befördert.
Am 2. Oktober 1980 starb er nach einem Sturz zu Hause.

## Privates
Warlamow war verheiratet und hatte eine Tochter.